# Істобне (Бєлгородська область)
Істобне (рос. Истобное) — село у Губкінському районі Бєлгородської області Російської Федерації.
Населення становить 1478  осіб. Входить до складу муніципального утворення Губкінський міський округ, Істобнянська територіальна адміністрація.

## Історія
Населений пункт розташований у східній частині української суцільної етнічної території — східній Слобожанщині.
Згідно із законом від 20 грудня 2004 року № 159 від у 2004—2007 роках органом місцевого самоврядування було Істобнянське сільське поселення.

## Населення
| 2002 | 2010  | 2011  | 2013  | 2015  | 2016  |
| ---- | ----- | ----- | ----- | ----- | ----- |
| 1571 | ↘1515 | ↘1514 | ↘1510 | ↗1512 | ↘1478 |